# Championnats du monde juniors de ski alpin 1990
Navigation
Édition précédente Édition suivante
Les Championnats du monde juniors de ski alpin 1990 sont la neuvième édition des Championnats du monde juniors de ski alpin. Ils se déroulent du 21 au 25 mars 1990 à Zinal, en Suisse. L'édition comporte dix épreuves : descente, super G, slalom géant, slalom et combiné dans les catégories féminine et masculine. Les combinés ne sont pas des courses supplémentaires mais la combinaison des résultats des descentes, slaloms géants et slaloms. Avec dix médailles dont quatre titres, la Norvège est la nation avec le meilleur bilan, devant la Suisse et l'Allemagne de l'Ouest. Côté performances individuelles, la Suisse Katrin Neuenschwander (it) se distingue avec deux titres mais c'est le Norvégien Kjetil André Aamodt qui marque l'édition en remportant trois titres et deux médailles d'argent, soit une médaille dans chaque discipline,.

## Tableau des médailles
| Rang  | Nation               | Or | Argent | Bronze | Total |
| ----- | -------------------- | -- | ------ | ------ | ----- |
| 1     | Norvège              | 4  | 1      | 1      | 6     |
| 2     | Suisse               | 2  | 0      | 0      | 2     |
| 3     | Allemagne de l'Ouest | 1  | 2      | 2      | 5     |
| 4     | Italie               | 1  | 2      | 0      | 3     |
| 5     | Union soviétique     | 1  | 1      | 0      | 2     |
| 6     | Autriche             | 1  | 0      | 0      | 1     |
| 7     | France               | 0  | 3      | 3      | 6     |
| 8     | Yougoslavie          | 0  | 1      | 1      | 2     |
| 8     | Nouvelle-Zélande     | 0  | 0      | 1      | 1     |
| 8     | Finlande             | 0  | 0      | 1      | 1     |
| Total | Total                | 10 | 10     | 10     | 30    |

## Podiums

### Hommes
| Épreuves                  | Or                          | Argent                      | Bronze                  |
| ------------------------- | --------------------------- | --------------------------- | ----------------------- |
| Descente 21 mars 1990     | Kjetil André Aamodt Norvège | Lasse Kjus Norvège          | Giovanni Feltrin Italie |
| Super G 22 mars 1990      | Kjetil André Aamodt Norvège | Giovanni Feltrin Italie     | Lasse Kjus Norvège      |
| Slalom géant 24 mars 1990 | Lasse Kjus Norvège          | Kjetil André Aamodt Norvège | Mitja Kunc Yougoslavie  |
| Slalom 25 mars 1990       | Luigi Tacchini (pl) Italie  | Kjetil André Aamodt Norvège | Lasse Kjus Norvège      |
| Combiné, 25 mars 1990     | Kjetil André Aamodt Norvège | Lasse Kjus Norvège          | Mitja Kunc Yougoslavie  |

### Femmes
| Épreuves                  | Or                                   | Argent                               | Bronze                                 |
| ------------------------- | ------------------------------------ | ------------------------------------ | -------------------------------------- |
| Descente 21 mars 1990     | Svetlana Gladycheva Union soviétique | Katja Seizinger Allemagne de l'Ouest | Varvara Zelenskaïa Union soviétique    |
| Super G 22 mars 1990      | Katja Seizinger Allemagne de l'Ouest | Svetlana Gladycheva Union soviétique | Martina Osterried Allemagne de l'Ouest |
| Slalom géant 23 mars 1990 | Manuela Umele (it) Autriche          | Katja Seizinger Allemagne de l'Ouest | Andrea Raffeiner Italie                |
| Slalom 24 mars 1990       | Katrin Neuenschwander (it) Suisse    | Anouk Barnier France                 | Annelise Coberger Nouvelle-Zélande     |
| Combiné, 25 mars 1990     | Katrin Neuenschwander (it) Suisse    | Katja Seizinger Allemagne de l'Ouest | Anja Haas Autriche                     |